# France aux Jeux européens de 2019
La France participe aux Jeux européens de 2019 à Minsk en Biélorussie du 21 au 30 juin 2019. Il s'agit de sa 2e participation à des Jeux européens. 
171 sportifs français sont engagés dans cette compétition. 
Le 6 juin 2019, la judokate Clarisse Agbegnenou  est nommée porte-drapeau de la délégation française.

## Médailles
| Médailles d'or : 6       |                                                             | |
| Basket-ball              | Tournoi 3x3 femmes                                          | Caroline Hériaud Clarince Djaldi-Tabdi Assitan Koné Johanna Tayeau                                 |
| Canoë-kayak              | K-1 200 mètres hommes                                       | Maxime Beaumont                                                                                    |
| Gymnastique              | Trampoline individuel femmes                                | Léa Labrousse                                                                                      |
| Judo                     | Moins de 63 kg femmes                                       | Clarisse Agbegnenou                                                                                |
| Judo                     | Moins de 70 kg femmes                                       | Margaux Pinot                                                                                      |
| Tir à l'arc              | Arc classique par équipes hommes                            | Thomas Chirault Pierre Plihon Jean-Charles Valladont                                               |
| Médailles d'argent : 9   |                                                             | |
| Badminton                | Simple hommes                                               | Brice Leverdez                                                                                     |
| Boxe                     | Plus de 64 kg hommes                                        | Sofiane Oumiha                                                                                     |
| Boxe                     | Plus de 91 kg hommes                                        | Mourad Aliev                                                                                       |
| Cyclisme                 | Keirin hommes                                               | Rayan Helal                                                                                        |
| Cyclisme                 | Vitesse individuelle femmes                                 | Mathilde Gros                                                                                      |
| Cyclisme                 | Vitesse par équipes hommes                                  | Grégory Baugé Quentin Caleyron Rayan Helal Quentin Lafargue                                        |
| Gymnastique              | Gymnastique artistique - Concours général individuel femmes | Lorette Charpy                                                                                     |
| Tir                      | Pistolet à 25 m tir rapide hommes                           | Jean Quiquampoix                                                                                   |
| Tir                      | Skeet femmes                                                | Lucie Anastassiou                                                                                  |
| Médailles de bronze : 13 |                                                             | |
| Badminton                | Double dames                                                | Émilie Lefel Anne Tran                                                                             |
| Badminton                | Double mixte                                                | Delphine Delrue Thom Gicquel                                                                       |
| Gymnastique              | Trampoline synchronisé hommes                               | Sébastien Martiny Allan Morante                                                                    |
| Judo                     | Moins de 100 kg hommes                                      | Cyrille Maret                                                                                      |
| Judo                     | Moins de 52 kg femmes                                       | Amandine Buchard                                                                                   |
| Judo                     | Moins de 78 kg femmes                                       | Madeleine Malonga                                                                                  |
| Judo                     | Par équipes                                                 | Priscilla Gneto Anne-Fatoumata M'Bairo Marie-Ève Gahié Guillaume Chaine Cyrille Maret Axel Clerget |
| Karaté                   | Kumite moins de 50 kg femmes                                | Sophia Bouderbane                                                                                  |
| Karaté                   | Kumite moins de 61 kg femmes                                | Gwendoline Philippe                                                                                |
| Sambo                    | Moins de 56 kg femmes                                       | Laure Fournier                                                                                     |
| Tennis de table          | Double mixte                                                | Tristan Flore Laura Gasnier                                                                        |
| Tir                      | Pistolet à 25 m tir rapide hommes                           | Clément Bessaguet                                                                                  |
| Tir à l'arc              | Arc à poulies individuel femmes                             | Sophie Dodémont                                                                                    |